# Lola Martínez (locutora)
Lola Martínez (María Dolores Martínez Lorente)  es una locutora de radio y televisión española.
Nacida en Murcia, fue a vivir a Madrid siendo una niña. Es profesora de Educación Física. Estuvo a punto de doctorarse en Farmacia. Fue modelo de prêt-à-porter. Comenzó su carrera en la radio, aunque pronto dio el salto a Televisión española, formando parte de la plantilla de las conocidas como "locutoras de continuidad", que anunciaban a los espectadores la programación a emitirse a lo largo de la jornada.
A partir de 1977 alcanzó mayor popularidad. Ese año presentó el Festival de Benidorm, junto a Mónica Randall y la Gala de Fin de Año, dirigida por Valerio Lazarov. También en 1977 presentó el concurso La bolsa de los refranes, que conducía Joaquín Calvo Sotelo y sendos magazines de variedades bajo dirección de Mario Antolín: Etcétera y Los escritores. Todas esas apariciones le valieron el Premio a los más populares del año entregado por el Diario Pueblo.
En años sucesivos se convierte en un rostro habitual de TVE, participando en varios programas muy populares del momento, como Cosas y su continuación Otras cosas (1981-1982) o 300 millones (1982) o la retransmisión de la boda entre Carlos de Inglaterra y Diana de Gales, junto a Eduardo Sancho.
Durante esos años compatibilizó su presencia ante las cámaras con colaboraciones radiofónicas en Radio 80, hasta enero de 1983 en que por aplicación del régimen de incompatibilidades abandona la emisora.
Contrajo matrimonio cuando aún era muy joven. A partir de 1974 mantuvo una relación sentimental con Juan Manuel Golf, que había sido el marido de la cantante Luciana Wolf.